# Capo Corso

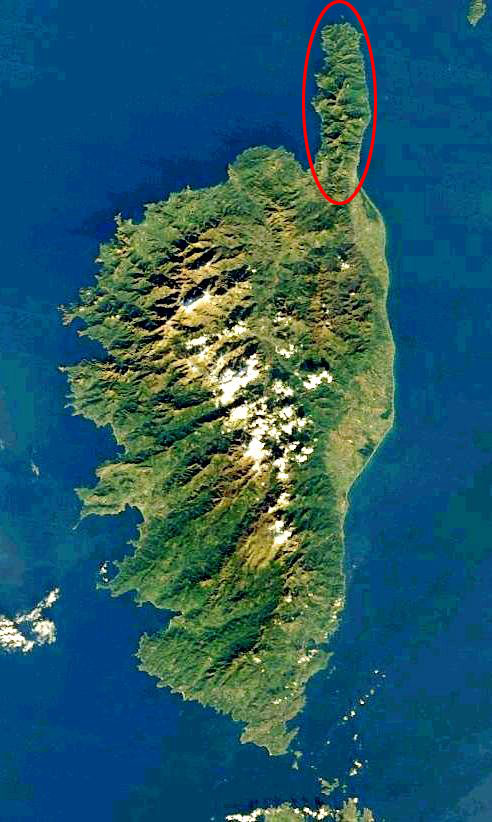
Veduta satellitare della Corsica: in evidenza il capo Corso

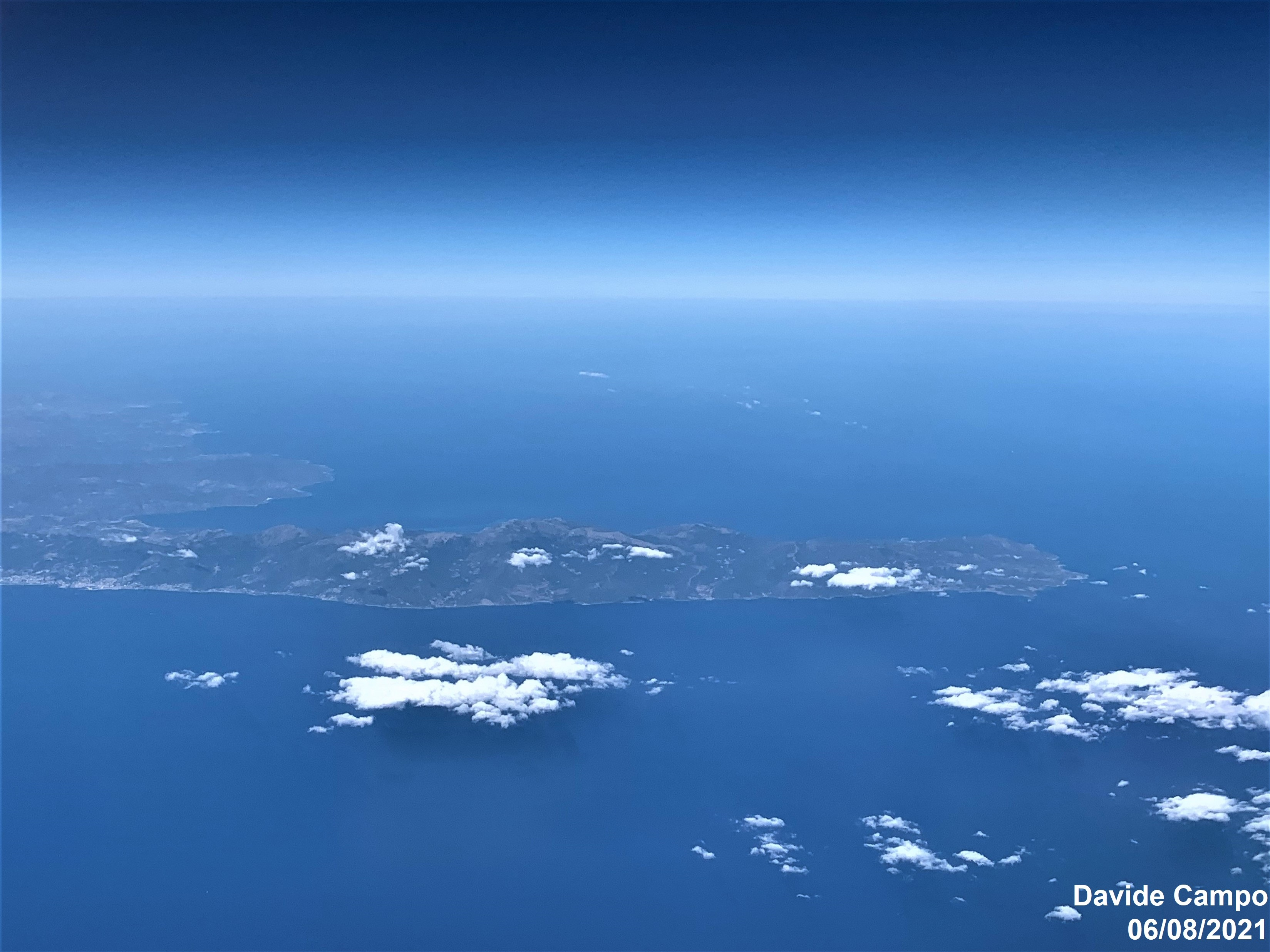
Veduta aerea di Capo Corso.

Il  capo Corso (in corso Capicorsu, in francese cap Corse) è una penisola situata nel nord-est della Corsica.
Le peculiarità geografiche e culturali rispetto al resto della regione hanno valso al capo Corso l'appellativo di "isola dentro l'isola" (isula inde l'isula).

## Geografia

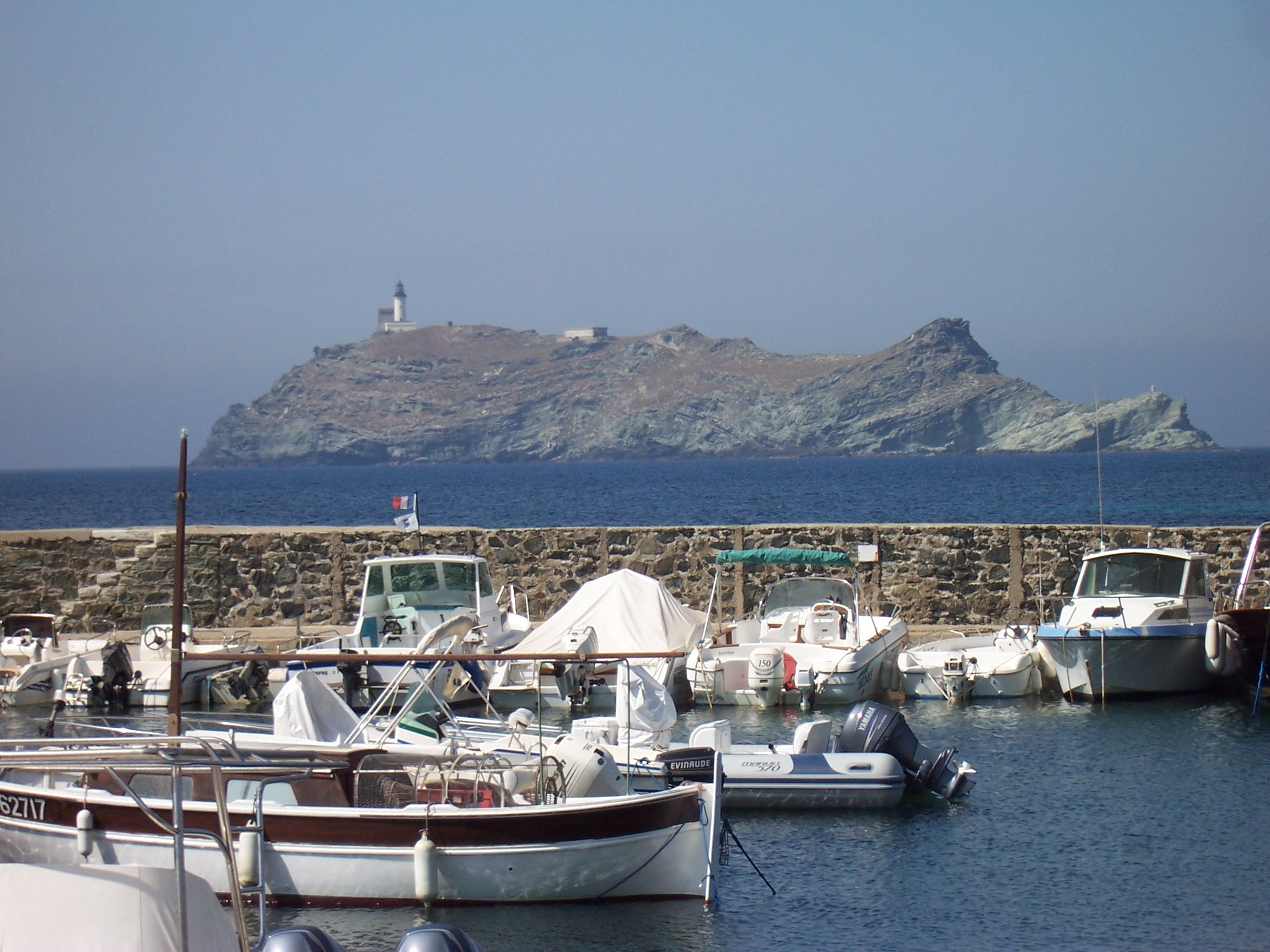
Estremità settentrionale di capo Corso - Vista dell'isola Giraglia

Capo Corso si estende a nord di una linea Bastia - San Fiorenzo, è una penisola lunga 40 km nel senso nord-sud, e da 10 a 15 km di larghezza. Una catena montuosa, la Serra, si estende lungo la penisola, partendo dalla serra di Pignu (960 m) al nord, fino al monte di u Castellu (540 m) al sud. La cima di e Follicie, alta 1324 m è il punto più elevato, ma capo Corso ha altre cime che superano i 1000 m, come il monte Stello. Il passo che collega i due versanti (Col de Sainte Lucie) è posto a 381 m s.l.m. ed è percorso dalla D180.
Il litorale capocorsino, scosceso e accidentato, comprende alcune piccole spiagge unicamente al fondo dei piccoli golfi. Il rilievo è molto più scosceso nel versante del mar Ligure che in quello sul mar Tirreno, la strada D80 percorre interamente il capo lungo 110 km, da Bastia a San Fiorenzo, offrendo un panorama sulla Toscana, l'Arcipelago toscano e la Liguria, che sono molto visibili nelle giornate limpide. Inoltre vi sono molte torri di avvistamento genovesi, costruite contro gli attacchi dei pirati Saraceni.

## Amministrazione

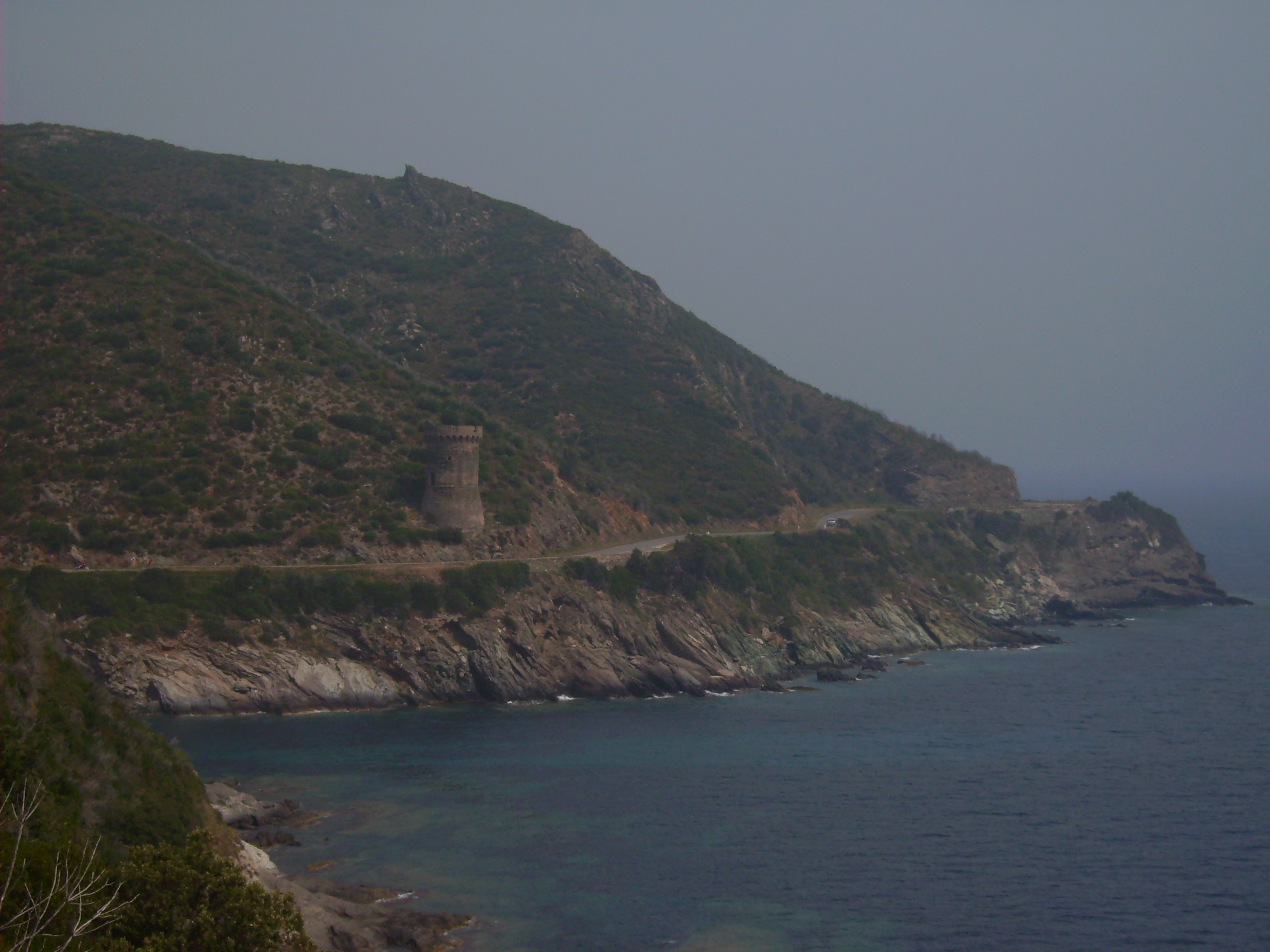
Costa orientale di capo Corso - Torre genovese dell'Osse

Comprende un insieme di comuni che da esso prendono nome, tutti situati nella piccola penisola a nord delle città di San Fiorenzo e Bastia e tutti bagnati dal Mar Ligure.
I Comuni sono: 
- Ersa (Ersa)
- Centuri (Centuri)
- Morsiglia (Mursiglia)
- Pino (Pinu)
- Barrettali (Barrettali)
- Canari (Canari)
- Ogliastro (Ugliastru)
- Olcani (Olcani)
- Nonza (Nonza)
- Olmeta di Capocorso (Ulmeta di Capicorsu)
- Brando (Brandu)
- Sisco (Siscu)
- Pietracorbara (A Petracurbara)
- Cagnano (Cagnanu)
- Luri (Luri)
- Meria (Meria)
- Tomino (Tuminu)
- Rogliano (Ruglianu)

Inoltre vengono talvolta inclusi come comuni capocorsini:
- Santa Maria di Lota (Santa Maria di Lota)
- San Martino di Lota (San Martinu di Lota)
- Ville di Pietrabugno (E Ville di Petrabugnu)
- Farinole (Ferringule)
- Patrimonio (Patrimoniu)
- Barbaggio (Barbaghju)

## Storia
È ricordato capo Corso perché nelle acque antistanti vi si svolse nel 1398 una battaglia navale tra le forze di Ladislao I di Napoli e quelle di Luigi di Provenza, alleato di papa Bonifacio IX, che fu duramente sconfitto.